# Aria dla atlety
Aria dla atlety – polski film psychologiczny z 1979. Opowieść o losach głównego bohatera Władysława Góralewicza została zainspirowana biografią zapaśnika Zbyszka Cyganiewicza i jego wspomnieniami Na ringach całego świata.

## Produkcja
Zdjęcia plenerowe kręcono w następujących lokalizacjach: 
- Warszawa (Palmiarnia, dawny zbiornik gazu na Woli przy ul. Kasprzaka);
- Łódź (pałac Scheiblera, willa przy ul. Stefanowskiego 19, pałac Stillera przy ul. Jaracza, teren przy pałacu Schweikerta przy ul. Piotrkowskiej, tereny fabryki przy zbiegu ul. Wólczańskiej i Stefanowskiego, pałac Poznańskiego, willa Richtera przy ul. Skorupki, drukarnia przy ul. Skorupki 17/19, Ruda Pabianicka);
- Poznań (Teatr Wielki);
- Rozewie (sceny w Portugalii);
- Gdańsk (kamienice przy ul. Mariackiej);
- Sopot (molo);
- Dobra koło Strykowa[1].

## Treść
Akcja filmu rozpoczyna się w latach 30. XX wieku, kiedy to Władysław Góralewicz - wielbiciel muzyki operowej i zarazem były mistrz świata zapasów w stylu francuskim i wolnoamerykańskim przekazuje operze swoją imponującą kolekcję nagród. Przy tej okazji udziela wywiadu i wspomina własne życie. Wraz z jego opowieścią przenosimy się do schyłku XIX wieku, kiedy to Góralewicz, jako młody galicyjski chłopak zaczyna występować w budach jarmarcznych oraz podrzędnych cyrkach. Jego niesamowita siła, zaskakująca elegancja walki i erudycja sprawiają, że pnie się coraz wyżej po szczeblach zapaśniczej hierarchii.

## Główne role
- Krzysztof Majchrzak – Władysław Góralewicz
- Pola Raksa – Cecylia
- Bogusz Bilewski – „Cyklop” Bieńkowski
- Roman Wilhelmi – Bolcio Rogalski
- Wojciech Pszoniak – Siedelmayer, dyrektor cyrku
- Michał Leśniak – zapaśnik Specht
- Andrzej Wasilewicz – zapaśnik Abs
- Czesław Magnowski – drugi z braci Abs (Bogusław Sochnacki – głos)
- Wirgiliusz Gryń – Georg Hitzler
- Piotr Skrzynecki – Westman, dyrektor cyrku (Bogdan Baer – głos)
- Witold Dederko – starzec na ulicy (Ludwik Benoit – głos)
- Emil Karewicz – Breitkopf, właściciel cyrku
- Ryszard Dembiński – Knapp, właściciel cyrku
- Witold Gruca – choreograf Knappa
- Elżbieta Goetel – przyjaciółka Cecylii
- Ryszard Pietruski – śpiewak Messalini
- Krzysztof Litwin – przyjaciel Messaliniego
- Zdzisław Wardejn – kapitan Popow
- Jack Recknitz – amerykański sprawozdawca
- Zbigniew Sawan – premier Clemenceau
- Wiesław Wójcik – Max Braun
- Wiesław Komasa – samobójca, towarzysz Cecylii
- Teodor Gendera – redaktor
- Józef Grzeszczak – żandarm, zapaśnik
- Jerzy Rogowski – tragarz
- Ewa Sałacka-Krauze – rola epizodyczna
- Bogumił Antczak

## Nagrody
- Brązowy Lew Gdański na 6. Festiwal Polskich Filmów Fabularnych w Gdańsku – najlepszy debiut reżyserski – Filip Bajon
- Brązowy Lew Gdański na 6. Festiwal Polskich Filmów Fabularnych w Gdańsku – najlepsze zdjęcia – Jerzy Zieliński